# Karel Zwiggelaar
Karel Zwiggelaar (19 februari 1948) is een voormalig Nederlands voetballer die tijdens zijn profloopbaan uitsluitend voor FC VVV uitkwam.
De uit eigen gelederen afkomstige middenvelder debuteerde op 26 november 1967 onder trainer Jean Janssen in het eerste elftal van FC VVV in een met 7-0 verloren uitwedstrijd bij AZ '67. Het daaropvolgende seizoen deed de nieuwe trainer Bas Paauwe geen beroep meer op hem, waarna Zwiggelaar afscheid nam van het betaald voetbal en naar de amateurs van VVV '03 verkaste.

## Clubstatistieken
| Seizoen         | Club            | Competitie      | Competitie | Competitie | Beker | Beker | Playoff | Playoff | Totaal | Totaal |
| Seizoen         | Club            | Competitie      | Wed.       | Dlp.       | Wed.  | Dlp.  | Wed.    | Dlp.    | Wed.   | Dlp.   |
| --------------- | --------------- | --------------- | ---------- | ---------- | ----- | ----- | ------- | ------- | ------ | ------ |
| 1967/68         | FC VVV          | Eerste divisie  | 4          | 0          | 3     | 0     | 0       | 0       | 7      | 0      |
| 1968/69         | FC VVV          | Tweede divisie  | 0          | 0          | 0     | 0     | —       | —       | 0      | 0      |
| Carrière totaal | Carrière totaal | Carrière totaal | 4          | 0          | 3     | 0     | 0       | 0       | 7      | 0      |